# 比雷吉克

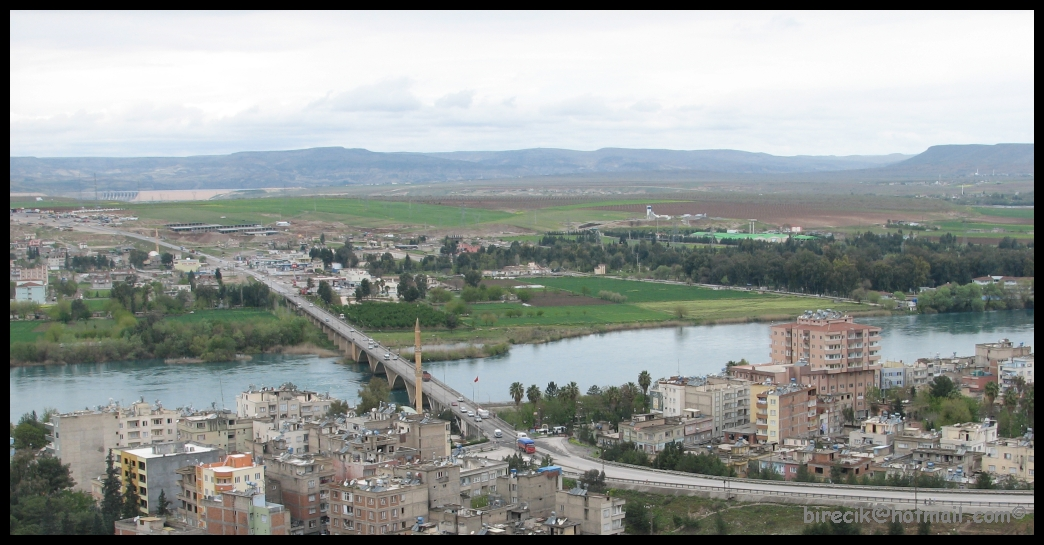
比雷吉克

比雷吉克是土耳其的城鎮，由尚勒烏爾法省負責管轄，位於該國南部幼發拉底河畔，毗鄰與敘利亞接壤的邊境，面積790平方公里，海拔高度450米，2008年人口46,020。

## 外部連結
- Birejik
- Picture gallery of this town （页面存档备份，存于）
- District Governor's Office （页面存档备份，存于）

37°01′30″N 37°58′37″E / 37.02500°N 37.97694°E